# MFSD8
MFSD8‏ (Major facilitator superfamily domain containing 8) هوَ بروتين يُشَفر بواسطة جين MFSD8 في الإنسان.